# El Candil
El Candil es un reloj conocido por su valor artístico e histórico, especialmente por haber sido utilizado por Felipe II de España.

## Historia
Fue realizado en 1583 por el relojero Hans de Vlax (en español, Hans de Évalo). Al parecer, Felipe II lo situó en su despacho localizado en la Torre Dorada del Real Alcázar de Madrid.

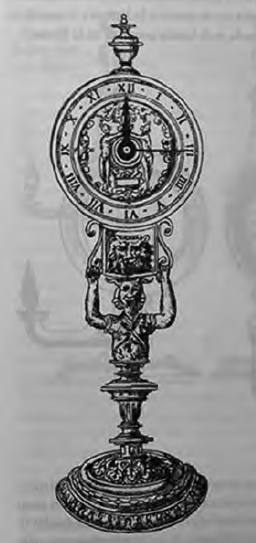
Un reloj similar a El Candil, dibujado por Jean Lhermite.

Parte de la historiografía tradicional relaciona este reloj con el dibujado y descrito por Jean Lhermite en el manuscrito en el que recoge su viaje a España. Este, como Hans de Evalo, era flamenco. Las fuentes modernas identifican su dibujo con otro reloj por la diferencia de características técnicas.
Fue representado en un retrato de Mariana de Austria, conservado en el Ringling Museum of Art de Sarasota.En el inventario de la testamentaría de Carlos II fue tasado en 550 reales.
A finales del siglo XIX, en 1893, reaparece en la venta Spitzer, tras haber dejado de pertenecer a las colecciones reales españolas.
En 1906 tras su identificación, el barón Ferdinand Eduard von Stumm que había sido embajador del Imperio alemán en Madrid desde 1887 hasta 1892, lo regaló a Alfonso XIII quien, a su vez, lo envió al Monasterio del Escorial para que fuera expuesto en las habitaciones ocupadas por Felipe II que acababan de ser objeto de una restitución para devolverlas al aspecto que se suponía que presentaba durante el reinado de este último.
Se suele conservar en el despacho de Felipe II del palacio de los Austrias del Monasterio del Escorial, si bien en 2023-2024 se expone en la nueva Galería de las Colecciones Reales sita frente al Palacio Real de Madrid.

## Descripción

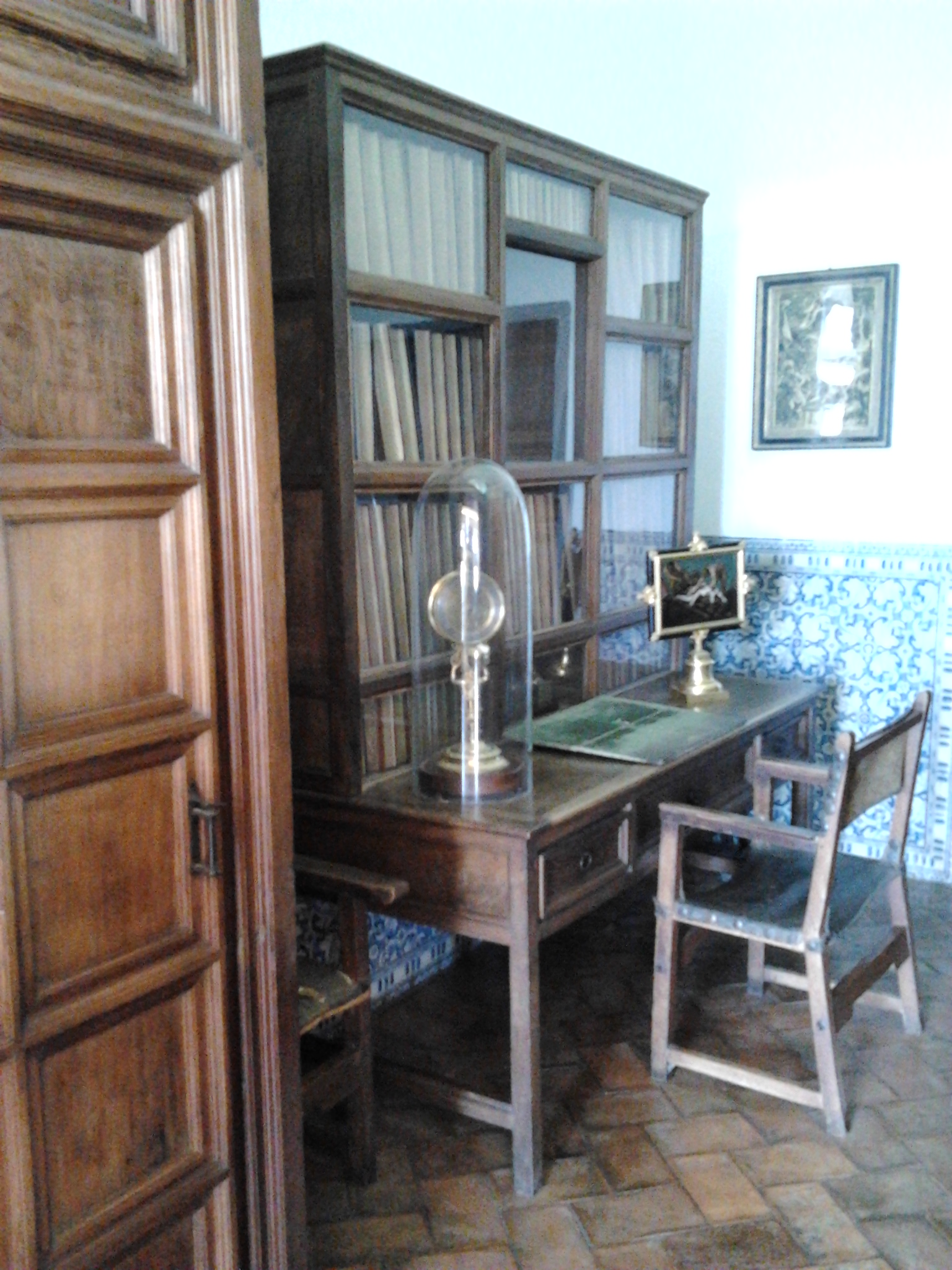
Vista del reloj, bajo una campana de vidrio, en su ubicación anterior en el Real Monasterio del Escorial.

Es un reloj de los del tipo conocido como custodia. Cuenta con un pie ricamente labrado con una figura mitológica faunesca sosteniendo una esfera plana en que se encuentra la maquinaria del reloj.
En su parte anterior, presenta un candil que ilumina la esfera del reloj, de donde toma su nombre. Cuenta con un depósito de aceite, alrededor de la esfera, para alimentar el candil. La esfera era de plata, cuenta con distintas decoraciones y elementos grabados: 
- Hans de Evalo, F[ecit]. En Madrid 1583
- un escudo formado por banda de gules con tres flores de lis y dos estrellas en punta.

Sus dimensiones son 52 centímetros de altura total en el que se incluye el pie de 17 centímetros de altura. Se encuentra realizado en bronce, plata hierro y acero, mediante las técnicas de fundición, cincelado, dorado y labrado.
Era necesario darle cuerda a diario.